# メディカル・ポリス
『メディカル・ポリス』（原題: Medical Police）は、2020年に配信されたアメリカ合衆国のコメディドラマシリーズ。世界中で猛威を振るう致死性ウイルスを調査する医師の姿を描く。2008年からThe WBで放送された『チルドレンズホスピタル』のスピンオフ作品で、エリン・ヘイズ、ロブ・ヒューベルらが出演した。2020年1月10日にNetflixオリジナル作品として全世界へ配信された。

## あらすじ
チルドレンズ・ホスピタルを去り、疾病対策予防センターの極秘チームに参加した医師オーウェンとローラ。世界中で猛威を振るう致死性ウイルスの治療法を見つけるため、政府のエージェントとして採用されるが、そこには深い陰謀が潜んでいた。

## キャスト

### メイン
ローラ
演 - エリン・ヘイズ/ 声 - 小松由佳
オーウェン
演 - ロブ・ヒューベル/ 声 - 小西克幸

### リカーリング
Valerie Flame
演 - マリン・アッカーマン/ 声 - 須川晶紀
Sloane McIntyre
演 - サラユー・ブルー/ 声 - 湯屋敦子
Blake Downs
演 - ロブ・コードリー
Director Patten
演 - トム・ライト
キャット
演 - レイク・ベル
The Goldfinch
演 - ジェイソン・シュワルツマン
Professor Waters
演 - フレッド・メラメッド
Agent Tran
演 - ミーガン・ル
Glenn Richie
演 - ケン・マリーノ/ 声 - 佐原誠
Collins
演 - エリック・ネニンジャー
Clavis Kim
演 - ランドール・パーク
Baroness Von Eaglesburg
演 - リリー・シン

## エピソード
| 通算 話数 | タイトル                                                                 | 監督       | 脚本                                                           | 公開日        |
| --------- | ------------------------------------------------------------------------ | ---------- | -------------------------------------------------------------- | ------------- |
| 1         | "いざ、離陸" "Wheels Up"                                                 | David Wain | ロブ・コードリー & Krister Johnson Jonathan Stern & David Wain | 2020年1月10日 |
| 2         | "ゴールドフィンチ" "The Goldfinch"                                       | David Wain | Max Silvestri                                                  | 2020年1月10日 |
| 3         | "バカ犬のせいで" "Dumb Doggy"                                            | Bill Benz  | Jessica Lee Williamson                                         | 2020年1月10日 |
| 4         | "オトナの団体行動" "Mature Group Action"                                 | Bill Benz  | ロブ・コードリー                                               | 2020年1月10日 |
| 5         | "命がけのポーカー" "Deuce to Nines, Double Draw"                         | David Wain | Craig Rowin                                                    | 2020年1月10日 |
| 6         | "ガーフィールドの格言" "The Lasagna as a Whole"                          | Bill Benz  | Jess Dweck                                                     | 2020年1月10日 |
| 7         | "みんなでパニック" "Everybody Panic!"                                    | Bill Benz  | Jonathan Stern                                                 | 2020年1月10日 |
| 8         | "アソコだけ" "Just the D"                                                | Bill Benz  | Emily Heller                                                   | 2020年1月10日 |
| 9         | "超重要人物" "Real Heavy Hitter"                                         | David Wain | Krister Johnson                                                | 2020年1月10日 |
| 10        | "すべて元通り...だよね?" "Everything Goes Back to Normal … or Do They??" | David Wain | ロブ・コードリー Krister Johnson                               | 2020年1月10日 |

## 製作
『チルドレンズホスピタル』が2016年に終了した後、2017年にクリエーターのロブ・コードリーはスピンオフシリーズが開発中であることを明らかにした。2019年2月19日、Netflixは本作の製作を発表した。

## 評価

### 批評
本作は批評集積サイトのRotten Tomatoesに13件のレビューがあり、批評家支持率は92%、平均点は10点満点で7.12点となっている。また、Metacriticには6件のレビューがあり、加重平均値は62/100となっている。